# Angèle Gnonsoa

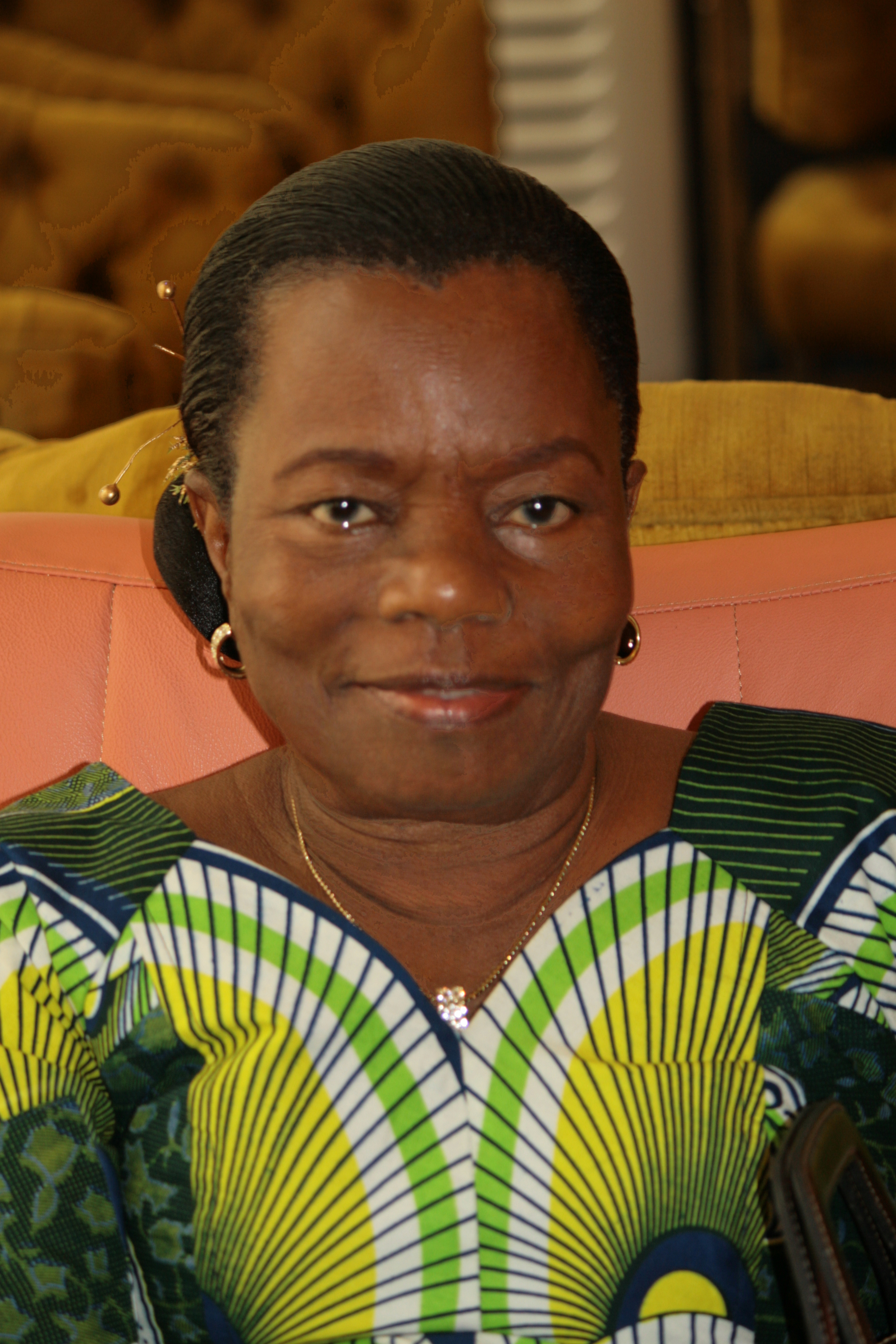
Angèle Gnonsoa

Angèle Gnonsoa (* 1941 im Taï-Distrikt) ist eine ivorische Politikerin (PIT) und Anthropologin.

## Leben
Gnonsoa kam im Distrikt Taï im Südwesten der Elfenbeinküste zur Welt, wo Wee gesprochen wird. Ihre Schulbildung erhielt sie in Frankreich. Später unterrichtete sie an einer weiterführenden Schule in Abidjan. Sie ist Anthropologin und forscht im Bereich Oral History, insbesondere zur Bedeutung von Masken im Volk der Weh. Sie lehrte an der Universität von Abidjan und war Leiterin der mit der Universität verbundenen Groupe de Recherche de la Tradition Orale.
1990 war Gnonsoa an der Gründung der linksgerichteten Partei Parti Ivoirien des Travailleurs (PIT) beteiligt, deren Vizepräsidentin sie später wurde. Sie erhielt einen der beiden PIT-Sitze in der Regierung von Seydou Diarra, die 2003 nach dem Linas-Marcoussis-Abkommen eingerichtet wurde, und amtierte dort als Umweltministerin.
Im Oktober 2010 kam es zur Spaltung der PIT über der Frage, welchen Präsidentschaftskandidat die Partei unterstützen sollte. Gnonsoa sprach sich vehement für Laurent Gbagbo aus, während Francis Wodié für Alassane Ouattara argumentierte und sich damit knapp durchsetzen konnte. Gnonsoa unterstützte weiterhin Gbagbo und war während der Regierungskrise 2010/2011 vom 5. Dezember 2010 bis 11. April 2011 Ministerin für den technischen Unterricht in seiner Regierung Aké N’Gbo. Als Mitglied dieser international nicht anerkannten Regierung war sie ab 11. Januar 2011 von Sanktionen der Europäischen Union betroffen. So durfte sie nicht in die EU einreisen und ihre Gelder wurden eingefroren.
Nach Auflösung der Regierung Aké N’Gbo wurde Gnonsoa als Sympathisantin von Gbagbo kurzzeitig verhaftet und verbrachte dann acht Jahre im Exil in Ghana. 2019 kehrte sie zusammen mit vier weiteren ehemaligen Ministern und anderen Flüchtlingen an die Elfenbeinküste zurück.